# Mercedes-Benz X204
Mercedes-Benz X204 (eller Mercedes-Benz GLK-klass) är en CUV, tillverkad av den tyska biltillverkaren Mercedes-Benz mellan 2008 och 2015.
Versioner:
| Modell     | Årsmodell | Motor                      | Cylindervolym | Effekt     | Bränslesystem            |
| ---------- | --------- | -------------------------- | ------------- | ---------- | ------------------------ |
| GLK200 CDI | 2011-15   | OM651: 4-cyl radmotor DOHC | 2143 cm³      | 143 hk     | Common rail turbodiesel  |
| GLK220 CDI | 2009-15   | OM651: 4-cyl radmotor DOHC | 2143 cm³      | 170 hk     | Common rail turbodiesel  |
| GLK250 CDI | 2010-15   | OM651: 4-cyl radmotor DOHC | 2143 cm³      | 204 hk     | Common rail turbodiesel  |
| GLK320 CDI | 2009      | OM642: 6-cyl V-motor DOHC  | 2987 cm³      | 224 hk     | Common rail turbodiesel  |
| GLK350 CDI | 2010-15   | OM642: 6-cyl V-motor DOHC  | 2987 cm³      | 231-265 hk | Common rail turbodiesel  |
| GLK200     | 2014-15   | M270: 4-cyl radmotor DOHC  | 1991 cm³      | 184 hk     | Direktinsprutning, turbo |
| GLK250     | 2013-15   | M270: 4-cyl radmotor DOHC  | 1991 cm³      | 211 hk     | Direktinsprutning, turbo |
| GLK300     | 2009-11   | M272: 6-cyl V-motor DOHC   | 2996 cm³      | 231 hk     | Bränsleinsprutning       |
| GLK350     | 2009-11   | M272: 6-cyl V-motor DOHC   | 3498 cm³      | 272 hk     | Bränsleinsprutning       |
| GLK350     | 2011-15   | M276: 6-cyl V-motor DOHC   | 3498 cm³      | 306 hk     | Direktinsprutning        |